# Ignition (álbum de Unisonic)
Ignition es el primer EP de banda de power metal Unisonic. Cuenta con 2 pistas de álbumes futuros, una canción de demostración y una versión en vivo del clásico de Helloween "I Want Out". Fue lanzado el 27 de enero de 2012.

## Canciones
| N.º | Título                 | Letras                 | Música             | Duración |  |
| 1.  | «Unisonic»             | Dennis Ward/Kai Hansen | Mandy Meyer/Hansen | 3:22     |  |
| 2.  | «My Sanctuary»         | Ward                   | Ward/Hansen        | 4:13     |  |
| 3.  | «Souls Alive» (demo)   | Ward                   | Meyer              | 5:11     |  |
| 4.  | «I Want Out» (en vivo) | Hansen                 | Hansen             | 5:32     |  |

## Créditos
- Michael Kiske - Voz
- Kai Hansen - Guitarra
- Mandy Meyer - Guitarra
- Dennis Ward - Bajo
- Kosta Zafiriou - Batería